# Somatina
Somatina is een geslacht van vlinders van de familie spanners (Geometridae), uit de onderfamilie Sterrhinae.

## Soorten
- S. accraria Swinhoe, 1904
- S. anthophilata Guenée, 1857
- S. apicipuncta Prout, 1915
- S. centrofasciaria Leech, 1897
- S. centrophora Prout, 1915
- S. ctenophora Prout, 1915
- S. chalyboeata (Walker, 1869)
- S. densifasciaria Inoue, 1992
- S. discata Warren, 1909
- S. eurymitra Turner, 1926
- S. figurata Warren, 1897
- S. fletcheri Herbulot, 1958
- S. fraus Prout, 1916
- S. fungifera Warren, 1909
- S. hombergi Herbulot, 1967
- S. impunctulata (Warren, 1901)
- S. indicataria Walker, 1861
- S. ioscia Prout, 1932
- S. irregularis (Warren, 1898)
- S. lemairei Herbulot, 1978
- S. lia Prout, 1915
- S. maeandrata Prout, 1925
- S. mendicaria Leech, 1897
- S. microphylla Meyrick, 1889
- S. mozambica (Thierry-Mieg, 1905)
- S. nigridiscata Warren, 1896
- S. nucleata Warren, 1905
- S. obscuriciliata Wehrli, 1924
- S. omicraria Fabricius, 1798
- S. ossicolor Warren, 1898

- S. plynusaria Walker, 1862
- S. postlineata Warren, 1899
- S. probleptica Prout, 1917
- S. prouti Janse, 1934
- S. purpurascens Moore, 1887
- S. pythiaria (Guenée, 1858)
- S. rhodochila Prout, 1932
- S. rosacea Swinhoe, 1894
- S. rufifascia Warren, 1896
- S. sanctithomae Herbulot, 1958
- S. sedata Prout, 1922
- S. sublucens Warren, 1907
- S. subviridata Warren, 1901
- S. syneorus Prout, 1915
- S. transvehens Prout, 1918
- S. triocellata Bastelberger, 1908
- S. vestalis (Butler, 1875)
- S. virginalis Prout, 1917
- S. wiltshirei Prout, 1938